# Wilhelm I. (Béarn)
Wilhelm von Montcada (katalanisch: Guillem de Montcada, französisch: Guillaume de Moncade; † 1172) war iure uxoris ein Vizegraf von Béarn (Wilhelm I.) aus dem katalanischen Haus Montcada. Er war der älteste Sohn des bedeutenden katalanischen Seneschalls Guillem Ramon II. de Montcada (el Gran Senecal; † 1173) und der Beatriu de Montcada.
Wilhelm wird erstmals in einer am 10. Juni 1164 ausgestellten Urkunde als Ehemann der Maria von Béarn genannt, der Schwester des Vizegrafen Gaston V. von Béarn. Diese Ehe war offenbar noch von Graf Raimund Berengar IV. von Barcelona († 1162) arrangiert wurden, unter dessen Vormundschaft die Béarner Geschwister gestanden hatten. Nachdem Gaston V. im Jahr 1170 kinderlos gestorben war, konnten Maria und Wilhelm dessen Nachfolge in der Vizegrafschaft antreten. 1171 leistete Wilhelm gegenüber König Alfons II. von Aragón den Lehnseid für das Béarn. Nur ein Jahr darauf starb er noch vor seinem Vater.
Aus seiner Ehe mit Maria von Béarn gingen zwei Söhne hervor:
- Gaston VI. († 1214), Vizegraf von Béarn
- Wilhelm Raimund († 1224), Herr von Montcada und Vic, Vizegraf von Béarn